# 头台镇 (义县)
头台满族乡，是中华人民共和国辽宁省锦州市义县下辖的一个乡镇级行政单位。

## 行政区划
头台满族乡下辖以下地区：
头台村、石头堡子村、沟河寨村、尚姑堂村、大二台村、三台村、河夹心村、万佛堂村和西荒地村。